# Nueva ciudad de Belén
Nueva ciudad de Belén es una comunidad planificada en Iquitos Metropolitano. El proyecto se asienta en Varillalito, a 12 km al sur de la Ciudad de Iquitos junto a la Ruta Departamental LO-103. Propuesta como una ciudad dormitorio, abarca un espacio de 50 hectáreas entregado por el Gobierno Regional de Loreto.
El proyecto ha sido creado en respuesta a la problemática socioambiental del Barrio de Belén. El Organismo de la Formalización de la Propiedad Informal (Cofopri) identificó las familias interesadas en la reubicación. La reubicación está administrada por el Ministerio de Vivienda y Construcción del Perú. Sin embargo, el 50% de las familias del Barrio de Belén están a favor de la reubicación.

## Historia

### 1866-2015: Barrio de Belén
La creación del Barrio de Belén, en el pequeño brazo del Río Itaya, no está del todo investigada. Sin embargo, alrededor de 1866, se instaló en el sureste de la Ciudad de Iquitos y se expandió por Pijuayo Loma, una depresión de la Gran Planicie, por la abundancia de la palmera característica de la zona que lleva ese nombre. Siglo y medio después, el Barrio de Belén presentó una gran tugurización de casas precarias, apiñadas entre canales de agua turbia, donde transitaban embarcaciones en temporadas de crecientes. Hasta la actualidad, carecen de un sistema de agua potable y desagüe.
Belén quedó conocida como la «Venecia Loretana» o la «Venecia de América», la ciudad del noreste de Italia cuyos canales son recorridos en góndolas. En contraste, este poblado es uno de los más pobres del mundo y sus habitantes no alcanzan las condiciones mínimas de vida. Incluso, ciudadanos de todo el mundo visitan Belén cada año para conocer la realidad en un peligroso circuito al que se ha bautizado como «turismo de la pobreza».
El 20 de diciembre de 2012, un incendio dejó a unas 200 familias damnificadas a consecuencia de la explosión de un bombona de gas butano. El siniestro avanzó rápido favorecido por la madera que conformaba las casas.

### 2016: Reubicación

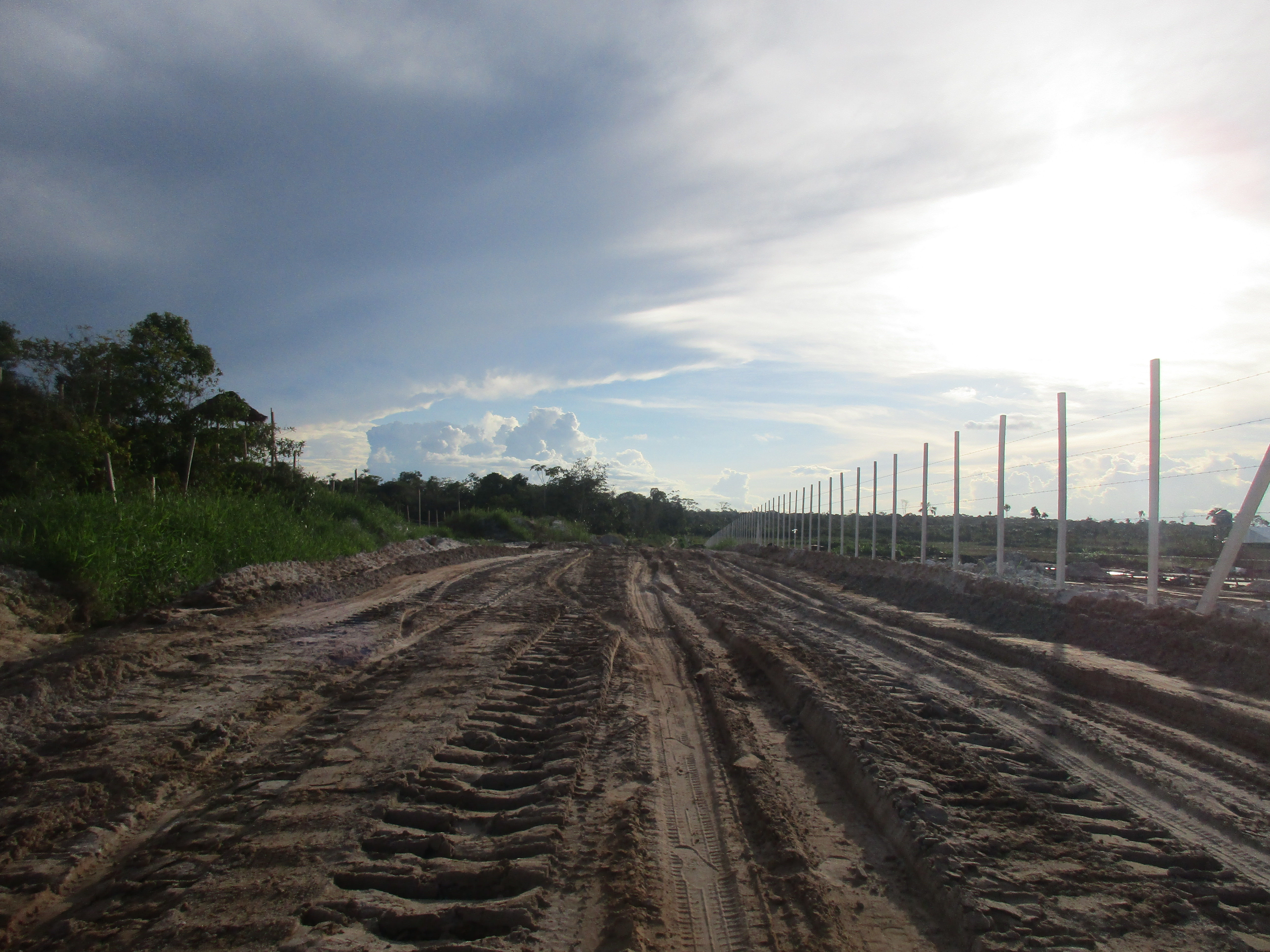
Carretera en construcción de la Nueva ciudad de Belén.

En medio de este panorama sombrío, el Ministerio de Vivienda ha puesto en marcha un plan para trasladar a 2,600 familias de la zona baja de Belén y reubicarlas en un nuevo poblado, donde se construirán viviendas en lotes de 75 metros cuadrados con conexiones domiciliarias de agua potable, desagüe y electricidad. Dentro de cada lote adjudicado gratuitamente se construirá un módulo de vivienda de material noble en un área techada de 40 metros cuadrados, aproximadamente, el proyecto de la nueva ciudad cuenta con veredas, pistas, losas deportivas, parques, jardines, colegios, centros de salud, un moderno mercado y una comisaría.
Los beneficiados serán la totalidad de los pobladores de los asentamientos humanos de zona baja de Belén: Sachachorro, 6 de Octubre, Orellana y Puerto Salaverry, junto a los centros poblados de Pueblo Libre, 30 de Agosto, Nuevo Liberal y el pueblo Belén III Etapa. Con este fin, se ha identificado y empadronado en las cuatro etapas que conforman la Zona Baja de Belén a las 2,600 familias que habitarán en la nueva ciudad, dentro de las que se incluye a los 86 grupos que resultaron damnificados durante el siniestro voraz de hace dos años.

## Administración
La Nueva Ciudad de Belén es una comunidad planificada creada por el proyecto de ley N° 3943, que contempla la reubicación del Barrio de Belén ante una emergencia socioambiental y estar considerada un área inhabitable. El Ministro de Vivienda, Construcción y Saneamiento, Milton Von Hesse, sustentó la ley ante la Comisión de Vivienda del Congreso. Estará administrada en conjunto por el Gobierno Regional de Loreto y el Estado peruano, aunque pueden existir entidades administrativas específicas en el futuro. Está inicialmente ejecutada con un presupuesto de 174.3 millones de nuevos soles, que está proyectada a concluir a mediados del 2016 y la reubicación está programada a realizarse en agosto de ese año.

## Infraestructura

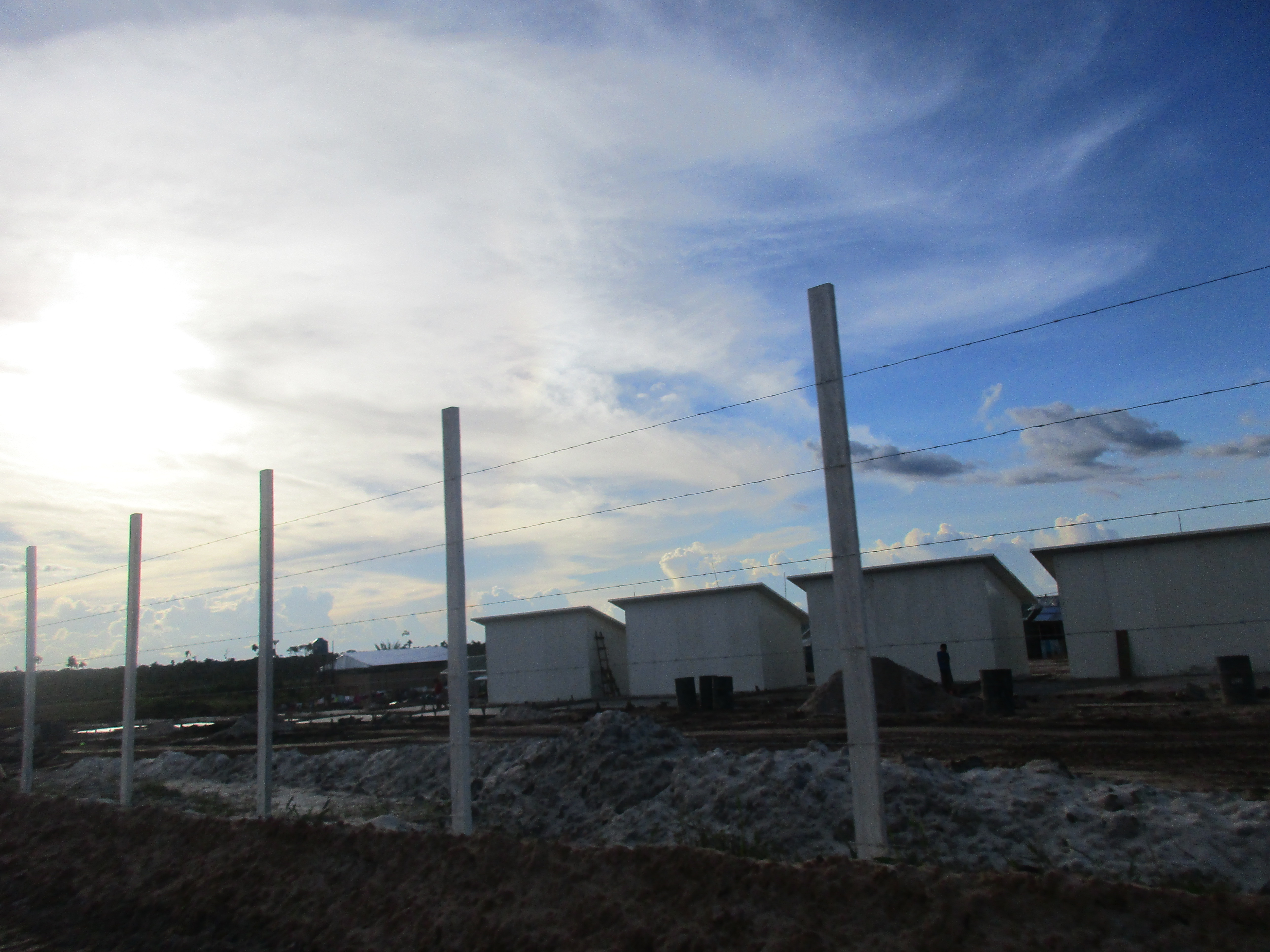
Casas temporales de la Nueva Ciudad de Belén.

El Ministerio de Vivienda, Construcción y Saneamiento (MVCS) es el responsable de ubicar y construir la infraestructura urbana requerida por la población en los predios de propiedad del estado antes de proceder a su traslado. En un terreno de aproximadamente 40 hectáreas, realizará la habilitación urbana para que la comunidad tenga redes de agua y saneamiento, pistas y veredas y otras infraestructuras complementarias. La construcción de la nueva ciudad y el mejoramiento del malecón contempla una inversión de S/. 174.3 millones, de los cuales S/. 123 millones ya fueron considerados en el presupuesto del próximo año.